# Правительство Литвы
Правительство Литвы (лит. Lietuvos Respublikos Vyriausybė) — главный орган исполнительной власти Литвы, действующий в соответствии с Конституцией.
Главой правительства Литвы является премьер-министр. В состав правительства входят премьер-министр, министры и другие члены, установленные законом.
Кандидатура премьер-министра вносится в Сейм Президентом и должна быть утверждена в течение 10 дней.
Нынешнее правительство под руководством Гинтаутаса Палуцкаса — 19-е с 1990 года, когда было провозглашено восстановление независимости Литовской Республики.

## Состав
| Кабинет Шимоните | Кабинет Шимоните                        | Кабинет Шимоните                   | Кабинет Шимоните            | Кабинет Шимоните |
| Фото             | Должность в правительстве               | Член правительства                 | Начало полномочий           | Конец полномочий |
| ---------------- | --------------------------------------- | ---------------------------------- | --------------------------- | ---------------- |
|                  | Премьер-министр                         | Ингрида Шимоните                   | 11 декабря 2020             |                  |
|                  | Министр сельского хозяйства             | Кястутис Навицкас                  | 11 декабря 2020             |                  |
|                  | Министр юстиции                         | Эвелина Добровольска               | 11 декабря 2020             |                  |
|                  | Министр культуры                        | Симонас Кайрис                     | 11 декабря 2020             |                  |
|                  | Министр экономики и инноваций           | Аушрине Армонайте                  | 11 декабря 2020             |                  |
|                  | Министр иностранных дел                 | Габриэлюс Ландсбергис              | 11 декабря 2020             |                  |
|                  | Министр энергетики                      | Дайнюс Крейвис                     | 11 декабря 2020             |                  |
|                  | Министр обороны                         | Арвидас Анушаускас                 | 11 декабря 2020             |                  |
|                  | Министр социального обеспечения и труда | Моника Навицкене                   | 11 декабря 2020             |                  |
|                  | Министр образования, науки и спорта     | Юргита Шюгждинене Гинтаутас Якштас | 11 декабря 2020 4 июля 2023 | 23 мая 2023      |
|                  | Министр транспорта и связи              | Марюс Скуодис                      | 11 декабря 2020             |                  |
|                  | Министр внутренних дел                  | Агне Билотайте                     | 11 декабря 2020             |                  |
|                  | Министр окружающей среды                | Симонас Гентвилас                  | 11 декабря 2020             |                  |
|                  | Министр финансов                        | Гинтаре Скайсте                    | 11 декабря 2020             |                  |
|                  | Министр здравоохранения                 | Арунас Дулкис                      | 11 декабря 2020             |                  |

- Здание Правительства Литвы